# Formica clara
Formica clara (лат.) — вид муравьёв рода Formica из подсемейства формицины (Formicinae).

## Распространение
Встречаются в Плеарктике от северной Швеции до Пакистана и Китая, открытые биотопы, долины рек, оазисы.

## Описание
Муравьи длиной около 1 см, двухцветные: брюшко и голова коричневато-чёрные, грудь рыжевато-красная.
Гнёзда более населённые и более агрессивные, чем у близких видов своей группы (Formica cunicularia, Formica rufibarbis), крупные колонии защищают свои территории. Семьи моногинные или слабо полигинные.  Formica clara используются в качестве рабов муравьями-«рабовладельцами» рода Polyergus (Polyergus rufescens). Эти муравьи совершают набеги на гнёзда F. clara и захватывают там куколки, перенося их в свои муравейники для выращивания из них своих «рабов».

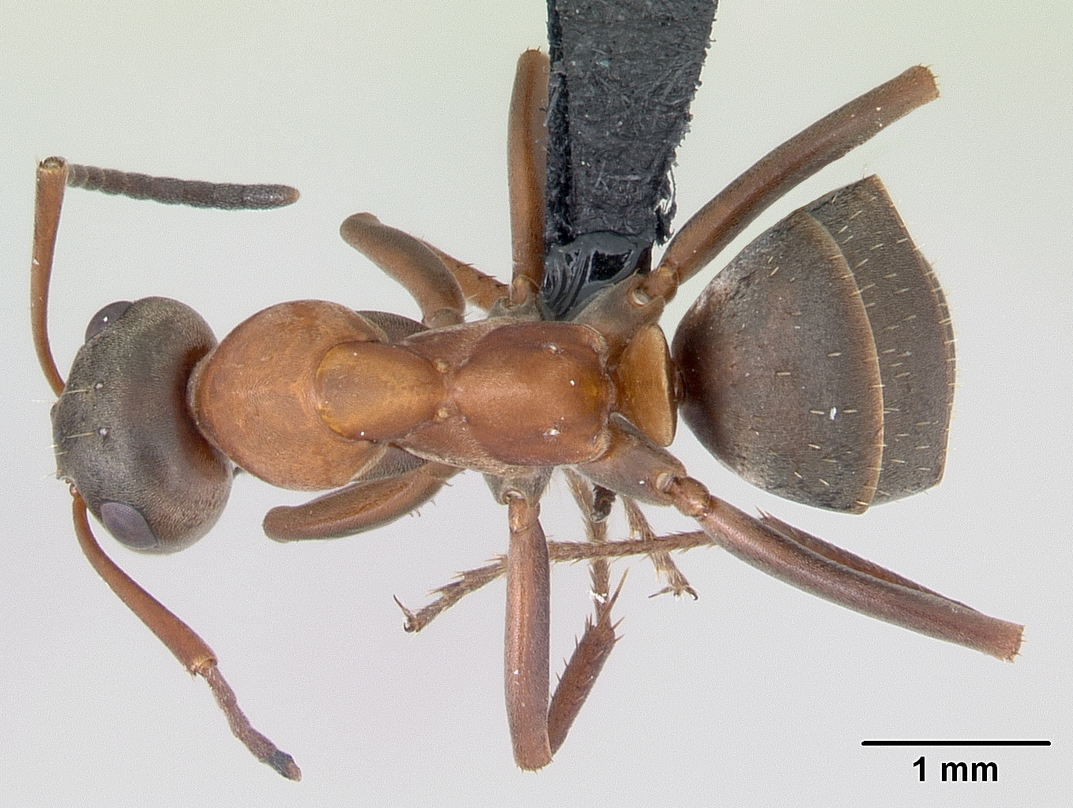
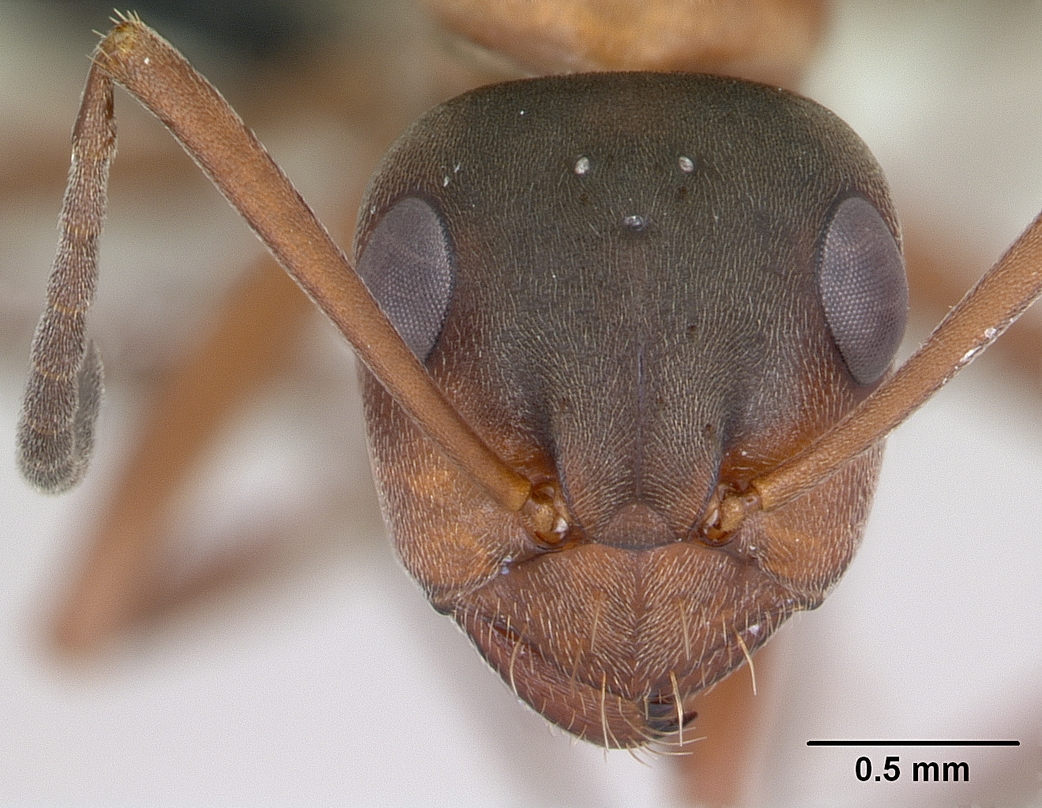

## Систематика
Вид был впервые описан в 1886 году швейцарским энтомологом Огюстом Форелем под первоначальным названием Formica rufibarbis var. clara Forel, 1886, затем рассматривался в качестве подвида. Видовой статус получил в 1961 году. Включён в видовую группу Formica rufibarbis. От близких видов подрода Serviformica (Formica cunicularia, Formica rufibarbis, Formica glabridorsis, Formica persica) отличается отсутствием отстоящих волосков на спинной части груди, более светлой окраской тела, коротким скапусом. В Китае выделяют подвид Formica clara sinae Emery, 1925.